# The Football League 1930-31
The Football League 1930–31 var den 39. sæson af The Football League og dermed også det 39. engelske mesterskab i fodbold. Ligaen bestod af 88 hold fordelt i fire divisioner med 22 hold, hvor hver division spillede en dobbeltturnering alle-mod-alle.
First Division blev vundet af Arsenal, som dermed vandt ligaen og det engelske fodboldmesterskab for første gang.

## Resultater

### First Division
Divisionen bestod af 22 hold, der spillede en dobbeltturnering alle-mod-alle (ude og hjemme). De to lavest placerede hold ved sæsonens afslutning rykkede ned i Second Division.

### Second Division
Sæsonen 1930-31 var den 35. sæson i Second Division, der havde deltagelse af 22 hold, der spillede en dobbeltturnering alle-mod-alle (ude og hjemme). De to bedst placerede hold rykkede op i First Division, mens de to lavest placerede hold rykkede ned i Third Division.

### Third Division
Sæsonen 1930-31 var den 11. sæson af Third Division. Divisionen var opdelt i to regionale puljer, Third Division North og Third Division South, begge med 22 hold, som hver spillede en dobbeltturnering alle-mod-alle. Vinderne af de to divisioner rykkede op i Second Division, mens de to lavest placerede hold i hver division måtte søge genvalg for at forblive i ligaen.